# Charles Friderich
Charles Marie Friderich, född den 20 mars 1828 i Genève, död där den 9 januari 1880, var en schweizisk statsman och rättslärd.
Friderich invaldes 1862 i kantonen Genèves författningsråd och blev 1864 medlem av regeringen i Genève, vilken han tillhörde till 1870. Genèves författningslag av 1868, vilken gjorde likställigheten mellan kantonens alla medborgare till en verklighet, var huvudsakligen hans verk. Han hade även en stor andel i framläggandet av två författningslagar (1870), som åsyftade införandet av referendum (folkomröstning rörande de av Stora rådet beslutna lagarna och lagförändringarna) och avslogs av folket. Friderich tillhörde schweiziska nationalrådet till 1875 och var 1872 dess president. 